# جائزة بوليتزر عن فئة التصوير الضوئي المتميز
جائزة بوليتزر عن فئة التصوير الضؤئي (بالإنجليزية: Pulitzer Prize for Feature Photography)‏ هي واحدة من أربعة عشر جائزة بوليتزر تقدمها سنويًا جامعة كولومبيا بنيويورك في الولايات المتحدة الأمريكية للصحافة. بدأ العمل بها رسميًا منذ عام 1868، وهي جائزة تُمنح للتصوير الضؤئي الأكثر تميزًا باللونين الأبيض والأسود، والتي من الممكن أن تتكون من صورة أو صور ضؤئية متسلسلة أو داخل ألبوم، وأن يكون الذي تم تصويرها خلال عام الجائزة. وتم استبدالها مرتين بجوائز للصحافة المصورة، ففي عام 1968، جائزة بوليتزر للتصوير الضؤئي المتميز، ثم جائزة بوليتزر عن فئة التصوير الفوتوغرافي للأخبار المباشرة، التي سُميت عام 2000 باسم جائزة بوليتزر عن فئة تصوير الأخبار العاجلة. وبدءًا من عام 1980، بدأ الإعلان عن عملين آخرين دخلا التصفيات الأخيرة للجائزة، ليتم بذلك الإعلان عن الفائز إلى جانب أصحاب المركزين الآخرين.
تحظى هذه الجوائز، التي مولت في الأساس بمنحة من رائد الصحافة الأمريكي جوزيف بوليتزر بتقدير كبير. وتمنح جامعة كولومبيا الجوائز بتوصية من هيئة جوائز بوليتزر، المكونة من محكمين تعينهم الجامعة نفسها ويصل عدد الجوائز الممنوحة سنويًا إلى واحد وعشرين جائزة.

## وصلات خارجية
- الموقع الرسمي.
- الفائزين السابقين والمرشحين حسب الفئة.